# 朱珍瑤
朱珍瑤（1983年7月15日—），為2009年世界亞裔小姐亞軍，曾於多個國際及地區性選美中，獲得獎項及名次，亦於多個電視節目中擔任嘉賓、選美評審及頒獎人、電台節目主持、著書等工作，目前為中國國民黨全黨代表、中國國民黨黃復興黨部委員、獲選107年青年節臺北市社會優秀青年，2018年桃園市八德區市議員選戰以13256的高票當選第二屆桃園市議員。

## 生平
朱珍瑤，於1983年在台灣出生，祖籍南京市，曾就讀於臺北市信義區光復國民小學、臺北市立仁愛國民中學、耕莘高級護理助產職業學校護理科
、東吳大學政治學系，具有護理師專業資格。
2018年參選桃園市議員，現為桃園市八德區市議員。

## 選美
朱珍瑤曾多次參加各項選美活動並獲得名次，從2000年開始至2009年期間，參加各項大小選美共8次之多，獲得獎項及名次無數，而憑著其豐富的選美經驗，更曾被獲邀至《我猜我猜我猜猜猜》、《模范棒棒堂》等知名綜藝節目中，以「選美皇后」之身份亮相，而到了2009年，朱珍瑤更準備以「選美達人」為題材出版書籍。

### 國內選美

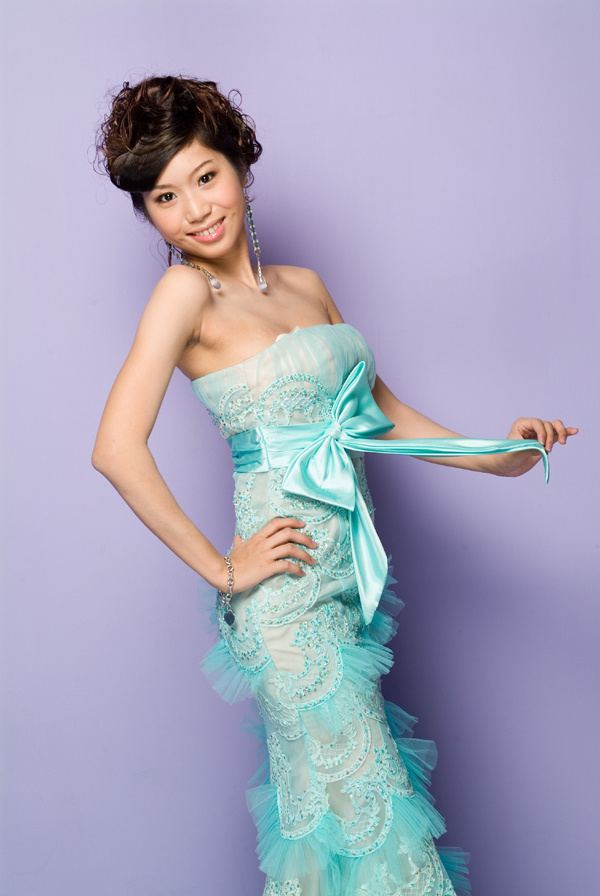
朱珍瑤參選台灣小姐照片。

朱珍瑤最早之選美經驗，為2000年度之中國小姐競選，是年只有17歲，雖然第一次參選只獲得第五名成績，然是次經驗，卻開展了他長達九年的選美生涯。需留意的是，這項選美是屬於台灣地區的選美活动。
在經歷過第一次參選的經驗後，朱珍瑤在同樣是台灣地區國家層級的選美中參賽，而頂著中國小姐第五名頭銜的他，這次參加的是2003年度台灣小姐競選，是次競選，朱珍瑤與其妹朱怡樺共同挑戰台灣小姐的寶座，是次競選名次與之前的一樣，同樣都是第五名，但這次卻多了一個最佳人緣獎，而其妹亦取得亞軍榮譽。
在2005年，朱珍瑤首次挑戰國際性之選美盛事，於是年，他參加了世界小姐暨地球小姐台灣代表之選拔，選後將會有兩名參賽者被挑選參加世界小姐及地球小姐之競選，可惜只得第六名而歸，然而是次經驗卻使他的目光投向世界性之選美，日後更多次爭取本國代表之資格。
而到了2006年，由於多次國內外的選美經驗使知名度提升，朱珍瑤更在是年獲邀成為親善公主選美的美姿美儀導師，並在是次選美中擔任評判及頒獎人。
之後兩年，朱珍瑤再分別參加2007年度環球皇后（台北賽區）及2008年度世界小姐台灣代表之選美比賽，皆取得不錯佳績，在2007年的比賽中，成功取得最佳親善皇后獎勵，而在2008年的比賽中，更成功取得亞軍，並取得台灣代表資格，只是由於學業為重，主動放棄代表資格。
而同在2007年，朱珍瑤更遠征台灣南部，參加高雄親善大使選拔，取得季軍。

### 國外選美

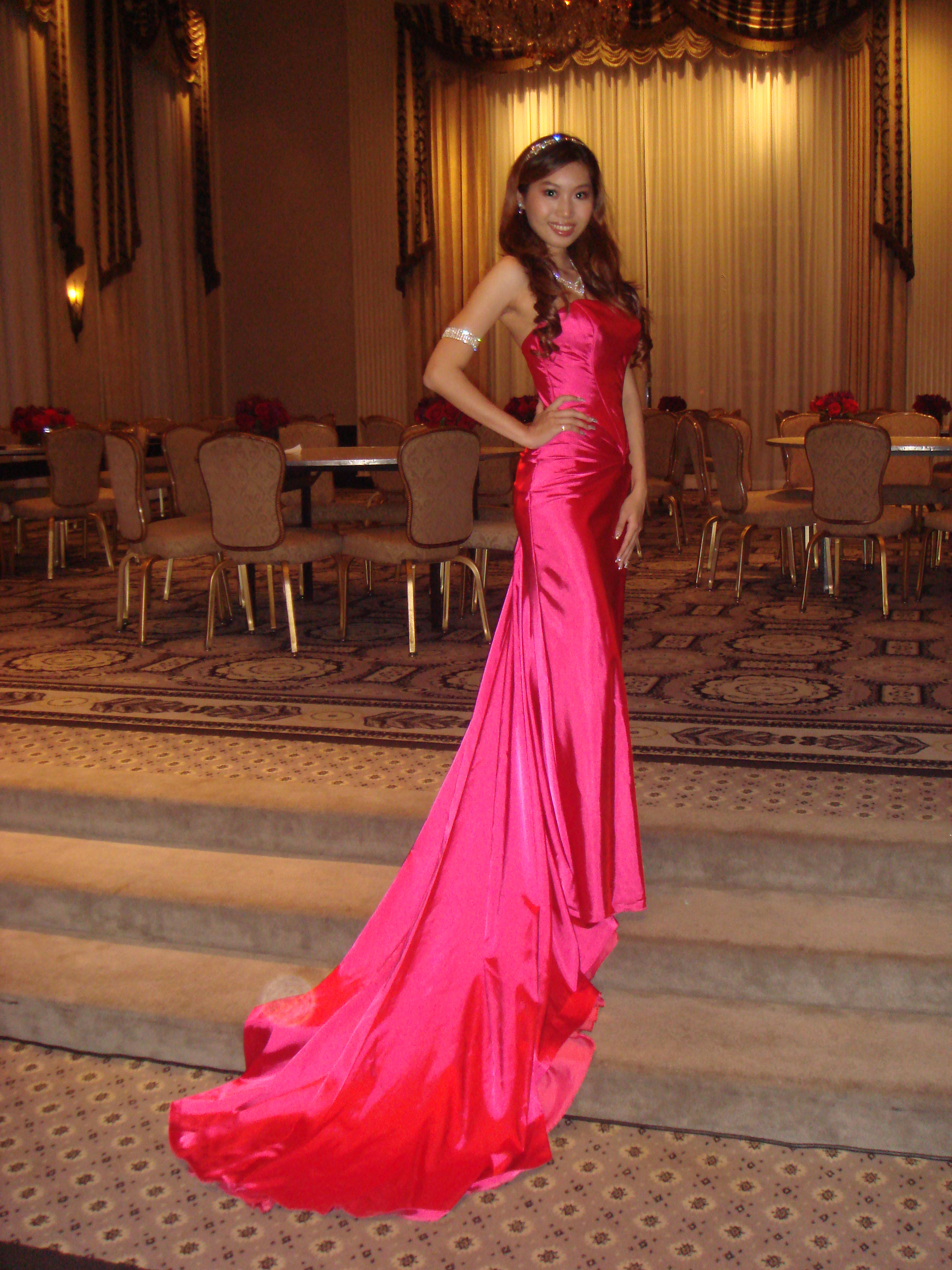
朱珍瑤於世界亞裔小姐2009紐約會場。

除了在國內之各項選美外，朱珍瑤更積極參加世界性之選美大賽，早於2006年，朱珍瑤便已參加知名的世界比堅尼小姐大賽（Miss Bikini World），是次比賽成功奪得殿軍佳績，然卻以一名之差無法取得一甲名次。
到了2009年，朱珍瑤再次挑戰國際層級的選美盛事，在一年前，他雖以亞軍身份取得代表台灣出戰世界小姐之機會，然而卻因為要專心學業而主動放棄，而這次參與的，是2009年度世界亞裔小姐競選（Miss Asia International），是次選美於2009年10月24日在紐約市舉行，選美會之宗旨為籌集經費以提高低收入家庭的醫療水準，朱珍瑤代表台灣出戰，並在最終回合成功淘汰來自洛杉磯及紐約的對手，成功取得亞軍殊榮，而當屆冠軍為來自巴西的佳麗。

## 政治
於2008年中華民國總統大選中，朱珍瑤更開始踏出校園，積極投入助選活動，並獲邀擔任國民黨藉候選人，馬英九的助選員及選拔優秀青年訓練營輔導員，由於其具有多項國內外選美經驗，更因而引起媒體注意，以馬英九助選員身份接受電視媒體之訪問，並於2009年，參加大安區立委補選候選人蔣乃辛之助選團隊，2009年當選國民黨黨代表，2017年為中國國民黨黨主席候選人洪秀柱發言人，2018年中國國民黨八德區全民調初選獲得提名（扣除新人及青年加權就已過半勝出），以唯一社會基層青年身分參與桃園市八德區市議員選舉。

## 選舉紀錄
| 年度 | 選舉屆數             | 選舉區           | 所屬政黨   | 得票數 | 得票率 | 當選標記 | 備註 |
| ---- | -------------------- | ---------------- | ---------- | ------ | ------ | -------- | ---- |
| 2018 | 第三屆桃園市議員選舉 | 桃園市第三選舉區 | 中國國民黨 | 13,256 | 14.68% |          |      |
| 2022 | 第四屆桃園市議員選舉 | 桃園市第三選舉區 | 中國國民黨 | 12,872 | 13.65% |          |      |

## 曾獲獎項

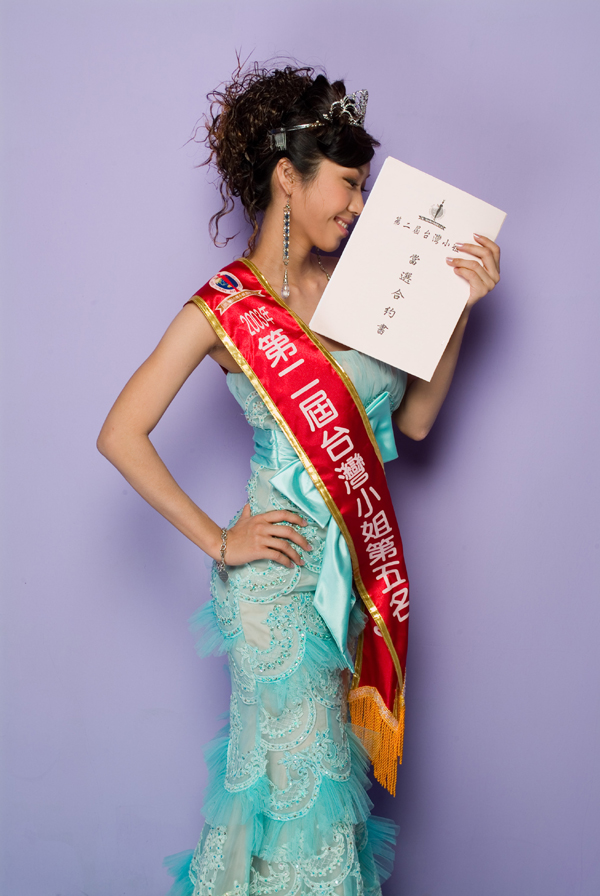
朱珍瑤當選台灣小姐第五名。

### 國際選美
- 2009年度世界亞裔小姐亞軍
- 2006年度世界比堅尼大賽殿軍

### 國內選美
- 2008年度世界小姐（台灣）第二名，代表資格（後主動放棄）
- 2007年度環球皇后總決賽（台北賽區）最佳親善皇后獎
- 2007年度高雄親善大使季軍
- 2006年度鑽石公主SANDY TREE獎
- 2006年度親善公主美姿美儀導師、評審及頒獎人
- 2005年度世界小姐暨地球小姐（台灣代表）第六名
- 2003年度臺灣小姐第五名暨最佳人氣獎
- 2000年度中國小姐第五名

## 演出作品

### 電視節目
- 2009年：《WELCOME外星人》選美佳麗單元來賓
- 2007年：《歡樂幸運星》來賓
- 2007年：《校圖名模生死鬥》第二名
- 2007年：《爆桿賓果王》助理主持
- 2007年：《齊天大聖》固定Lucky Girl
- 2007年：《我猜我猜我猜猜猜》選美皇后嘉賓
- 2006年：《模范棒棒堂》國粹美女嘉賓
- 2006年：《齊天大聖》單元Girl
- 2001年：公共電視《校園美女》

### 電台節目
- 2009年：《福氣家族》助理主持人

### 廣告
- 2009年：中華電信MOD影片
- 2007年：竹碳內衣電視廣告
- 2007年：Yahoo!拍賣模特兒
- 2007年：PC home拍賣模特兒
- 2002年：Nokia手機電視廣告

### 主持
- 2007年：國際珠寶展
- 2007年：世貿3C設備科技大展
- 2004年：世貿電玩展

### 雜誌
- 2007年：《Miss U》封面
- 2007年：《Mr U》創刊號封面